# Elecciones provinciales del Chubut de 2019
Las elecciones de la provincia del Chubut de 2019 se realizaron el 9 de junio.
Los candidatos surgieron de elecciones primarias abiertas, simultáneas y obligatorias a realizarse el 7 de abril.

## Candidatos
| Logo                                                       | Logo                                                       | Partido/Alianza                           | Candidato a gobernador                    | Candidato a gobernador                    | Candidato a vicegobernador | Candidato a vicegobernador       |
| ---------------------------------------------------------- | ---------------------------------------------------------- | ----------------------------------------- | ----------------------------------------- | ----------------------------------------- | -------------------------- | -------------------------------- |
|                                                            | —                                                          | Frente Patriótico Chubutense              |                                           | Carlos Linares                            |                            | Claudia S. Bard                  |
| - Intendente de Comodoro Rivadavia (2015-2019)             | - Intendente de Comodoro Rivadavia (2015-2019)             | Frente Patriótico Chubutense              | - Concejal de Puerto Madryn               | - Concejal de Puerto Madryn               |                            |                                  |
|                                                            |                                                            | Chubut al Frente                          |                                           | Mariano Arcioni                           |                            | Ricardo Sastre                   |
| - Gobernador del Chubut (desde 2017)                       | - Gobernador del Chubut (desde 2017)                       | Chubut al Frente                          | - Intendente de Puerto Madryn (2011-2019) | - Intendente de Puerto Madryn (2011-2019) |                            |                                  |
|                                                            |                                                            | Cambiemos Chubut                          |                                           | Alberto Gustavo Menna                     |                            | María Fernanda Abdala Domeniconi |
| - Diputado Nacional (desde 2017)                           | - Diputado Nacional (desde 2017)                           | Cambiemos Chubut                          | - Abogada                                 | - Abogada                                 |                            |                                  |
|                                                            |                                                            | Partido del Obrero                        |                                           | Gloria Sáez                               |                            | Daniela Alejandra Gordiola       |
| - Abogada                                                  | - Abogada                                                  | Partido del Obrero                        | - Trabajadora municipal de Lago Puelo     | - Trabajadora municipal de Lago Puelo     |                            |                                  |
|                                                            | Logos Pichubt                                              | Partido Independiente del Chubut          |                                           | Carlos Eduardo Wohn                       |                            | Maira Raquel Frías               |
|                                                            |                                                            | Movimiento Socialista de los Trabajadores |                                           | Cristian Oscar Maximiliano Masquijo       |                            | Lucía Sandobal                   |
| - Arquitecto                                               |                                                            | Movimiento Socialista de los Trabajadores |                                           |                                           |                            |                                  |
|                                                            | Polo Social                                                | Movimiento Polo Social                    |                                           | Oscar Petersen                            |                            | Mario "Trivi" Triviño            |
| - Subsecretario de Derechos Humanos de Chubut (desde 2017) | - Subsecretario de Derechos Humanos de Chubut (desde 2017) | Movimiento Polo Social                    | - Maestro mayor de obra                   | - Maestro mayor de obra                   |                            |                                  |

## Primarias
El domingo 7 de abril se desarrollaron las PASO, si bien el único partido que dirimió internas fue el Partido Justicialista.
Las primarias transcurrieron con normalidad, excepto en Trelew, donde José María Ramón, candidato por Cambiemos a intendente, fue captado in fraganti robando boletas de partidos opositores tras emitir su voto en un colegio. Previamente el gobernador Arcioni utilizó una dependencia comunal para un acto de campaña, sin autorización por lo que fue denunciado.
Tras los primeros resultados  Mariano Arcioni, contaba con el 31,84 por ciento de los votos, quedando posicionado para reelección. Por otro lado la Alianza Frente Patriótico Chubutense –la única interna real que se disputaba en las primarias, con tres candidatos peronistas– lo superó en votos al reunir el  33,02 por ciento. En tercer lugar con el 14 por ciento quedó el candidato de Cambiemos  Gustavo Menna, el candidato del macrismo que perdió la mitad de votos con respecto a las legislativas del 2017.
El 12 de abril, luego de realizada la elección, el Tribunal Electoral de Chubut decidió eliminar el piso electoral de 1,5% de los votos válidos para pasar a la elección general.
El 16 de mayo José Luis Giussi del Partido Socialista Auténtico del Chubut decidió no presentarse a las elecciones generales, en su lugar apoyó a Carlos Linares del Frente Patriótico Chubutense.

### Gobernador y Vicegobernador
| Partido/Alianza        | Partido/Alianza                           | Interna                                   | Fórmula                             | Fórmula                          | Interna               | Interna               | Partido | Partido              |
| Partido/Alianza        | Partido/Alianza                           | Interna                                   | Gobernador                          | Vicegobernador                   | Votos                 | %                     | Votos   | % (de votos válidos) |
| ---------------------- | ----------------------------------------- | ----------------------------------------- | ----------------------------------- | -------------------------------- | --------------------- | --------------------- | ------- | -------------------- |
|                        | Frente Patriótico Chubutense              | Chubut nos Une                            | Carlos Linares                      | Claudia S. Bard                  | 51.158                | 50,65                 | 101.008 | 36,40                |
| Unidad Chubutense      | Frente Patriótico Chubutense              | César Gustavo Mac Karthy                  | Mariana Andrea Fernández            | 38.907                           | 38,52                 |                       | 101.008 | 36,40                |
| Federalismo Chubutense | Frente Patriótico Chubutense              | Héctor Omar Burgoa                        | María Valeriana Galone              | 10.943                           | 10,83                 |                       | 101.008 | 36,40                |
|                        | Chubut al Frente                          | Por Siempre Chubut                        | Mariano Arcioni                     | Ricardo Daniel Sastre            | 98.671                | 100                   | 98.671  | 35,54                |
|                        | Cambiemos Chubut                          | Cambia Chubut                             | Alberto Gustavo Menna               | María Fernanda Abdala Domeniconi | 43.560                | 100                   | 43.560  | 15,69                |
|                        | Partido del Obrero                        | Frente de Izquierda y de los Trabajadores | Gloria Sáez                         | Daniela Alejandra Gordiola       | 8.719                 | 100                   | 8.719   | 3,14                 |
|                        | Partido Independiente del Chubut          | Sumemos                                   | Carlos Eduardo Wohn                 | Maira Raquel Frías               | 8.126                 | 100                   | 8.126   | 2,92                 |
|                        | Movimiento Socialista de los Trabajadores | Unidad de la Izquierda                    | Cristian Oscar Maximiliano Masquijo | Lucía Sandobal                   | 7.257                 | 100                   | 7.257   | 2,61                 |
|                        | Movimiento Polo Social                    | El Agua Vale + Que El Oro                 | Oscar Petersen                      | Mario "Trivi" Triviño            | 6.124                 | 100                   | 6.124   | 2,20                 |
|                        | Partido Socialista Auténtico del Chubut   | 1.º de Mayo                               | José Luis Giussi                    | Alipio Salinas                   | 4.162                 | 100                   | 4.162   | 1,50                 |
| Votos afirmativos      | Votos afirmativos                         | Votos afirmativos                         | Votos afirmativos                   | Votos afirmativos                | Votos afirmativos     | Votos afirmativos     | 277.627 | 89,25                |
| Votos en blanco        | Votos en blanco                           | Votos en blanco                           | Votos en blanco                     | Votos en blanco                  | Votos en blanco       | Votos en blanco       | 23.210  | 7,46                 |
| Votos válidos          | Votos válidos                             | Votos válidos                             | Votos válidos                       | Votos válidos                    | Votos válidos         | Votos válidos         | 300.837 | 96,71                |
| Votos nulos            | Votos nulos                               | Votos nulos                               | Votos nulos                         | Votos nulos                      | Votos nulos           | Votos nulos           | 10.239  | 3,29                 |
| Participación          | Participación                             | Participación                             | Participación                       | Participación                    | Participación         | Participación         | 311.076 | 70,32                |
| Electores registrados  | Electores registrados                     | Electores registrados                     | Electores registrados               | Electores registrados            | Electores registrados | Electores registrados | 442.344 | 100                  |
| Fuente:                |                                           |                                           |                                     |                                  |                       |                       |         |                      |

### Legislatura
| Partido/Alianza        | Partido/Alianza                           | Interna                                   | Interna               | Interna               | Partido | Partido              |
| Partido/Alianza        | Partido/Alianza                           | Interna                                   | Votos                 | %                     | Votos   | % (de votos válidos) |
| ---------------------- | ----------------------------------------- | ----------------------------------------- | --------------------- | --------------------- | ------- | -------------------- |
|                        | Frente Patriótico Chubutense              | Chubut nos Une                            | 49.801                | 50,37                 | 98.877  | 32,76                |
| Unidad Chubutense      | Frente Patriótico Chubutense              | 38.287                                    | 38,72                 |                       | 98.877  | 32,76                |
| Federalismo Chubutense | Frente Patriótico Chubutense              | 10.789                                    | 10,91                 |                       | 98.877  | 32,76                |
|                        | Chubut al Frente                          | Por Siempre Chubut                        | 95.659                | 100                   | 95.659  | 31,69                |
|                        | Cambiemos Chubut                          | Cambia Chubut                             | 42.957                | 100                   | 42.957  | 14,23                |
|                        | Partido del Obrero                        | Frente de Izquierda y de los Trabajadores | 8.709                 | 100                   | 8.709   | 2,89                 |
|                        | Partido Independiente del Chubut          | Sumemos                                   | 8.155                 | 100                   | 8.155   | 2,70                 |
|                        | Movimiento Socialista de los Trabajadores | Unidad de la Izquierda                    | 7.341                 | 100                   | 7.341   | 2,43                 |
|                        | Movimiento Polo Social                    | El Agua Vale + Que El Oro                 | 6.106                 | 100                   | 6.106   | 2,02                 |
|                        | Partido Socialista Auténtico del Chubut   | 1.º de Mayo                               | 4.491                 | 100                   | 4.491   | 1,49                 |
| Votos afirmativos      | Votos afirmativos                         | Votos afirmativos                         | Votos afirmativos     | Votos afirmativos     | 272.295 | 87,53                |
| Votos en blanco        | Votos en blanco                           | Votos en blanco                           | Votos en blanco       | Votos en blanco       | 29.554  | 9,50                 |
| Votos válidos          | Votos válidos                             | Votos válidos                             | Votos válidos         | Votos válidos         | 301.849 | 97,04                |
| Votos nulos            | Votos nulos                               | Votos nulos                               | Votos nulos           | Votos nulos           | 9.223   | 2,96                 |
| Participación          | Participación                             | Participación                             | Participación         | Participación         | 311.072 | 70,32                |
| Electores registrados  | Electores registrados                     | Electores registrados                     | Electores registrados | Electores registrados | 442.344 | 100                  |
| Fuente:                |                                           |                                           |                       |                       |         |                      |

## Generales

### Gobernador y Vicegobernador
|  | 41,35 % |

|  | 33,97 % |

|  | 15,48 % |

|  | 3,03 % |

|  | 2,39 % |

|  | 2,09 % |

|  | 1,68 % |

|  | 91,53 % |

|  | 6,02 % |

|  | 2,45 % |

|  | 73,12 % |

|  | 100 % |

### Legislatura
|  | 39,76 % |

|  | 33,50 % |

|  | 15,89 % |

|  | 3,00 % |

|  | 2,53 % |

|  | 2,09 % |

|  | 1,69 % |

|  | 1,54 % |

|  | 90,60 % |

|  | 7,04 % |

|  | 2,35 % |

|  | 73,12 % |

|  | 100 % |